# Buschwiller
Buschwiller (Duits: Buschweiler) is een gemeente in het Franse departement Haut-Rhin in de regio Grand Est en telde op 1 januari 2022 1.053 inwoners. De plaats maakt deel uit van het arrondissement Mulhouse.

## Geografie
De oppervlakte van Buschwiller bedroeg op 1 januari 2022 4,16 vierkante kilometer; de bevolkingsdichtheid was toen 253,1 inwoners per km².

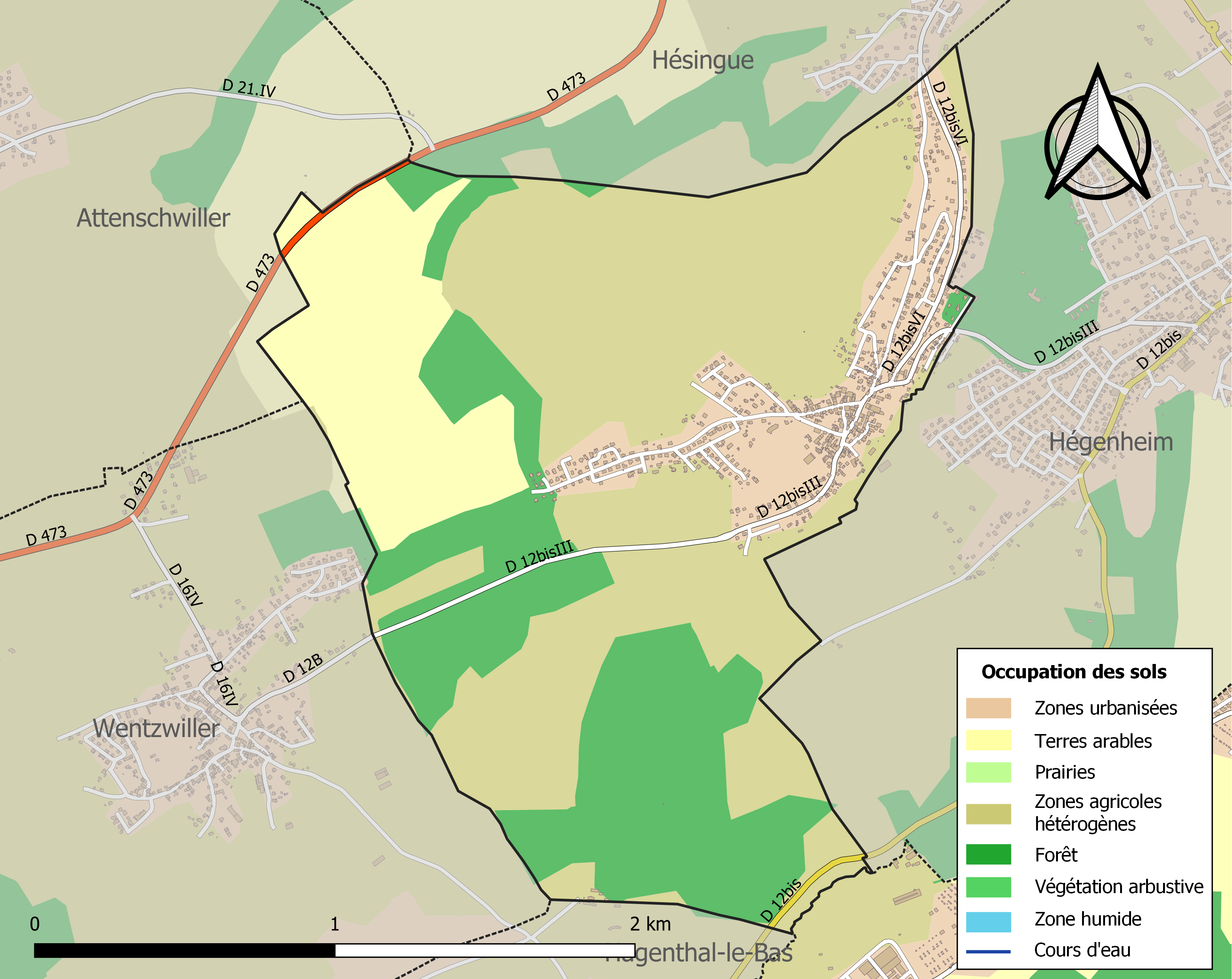
Kaart van de gemeente met de belangrijkste infrastructuur, bodemgebruik en omliggende gemeenten

## Demografie
Onderstaande figuur toont het verloop van het inwonertal (bron: INSEE-tellingen).